# Avenida España (Asunción)
La Avenida España, abreviada generalmente como Avda. España, es una importante arteria vial, de doble sentido, de la ciudad de Asunción, capital de la República del Paraguay. Se inicia en la Calle Manuel Gomdra, a unos 200 metros de la conocida Avda. Mcal. López. y termina en la Avda. San Martín, donde su continuación se denomina Avda. Aviadores del Chaco.

## Toponimia
La Avenida recibe su nombre del Reino de España, país colonizador de estas tierras. Anteriormente, durante la dictadura de Alfredo Stroessner, recibió el nombre de «Avenida Generalísimo Franco», en honor al dictador español Francisco Franco.

## Importancia
La importancia de la avenida radica en el hecho de que constituye uno de los principales ejes viales de la capital, y es junto a la Av. Eusebio Ayala, Av. Transchaco, Av. Mcal. López y la Av. Fernando de la Mora, una de las más importantes avenidas de ingreso a la capital. Asimismo constituye un paso o cruce obligatorio de los luqueños para dirigirse hasta el centro de Asunción.

## Lugares de interés
Los lugares importantes que se encuentran sobre esta avenida de este a oeste son:
- Administración Nacional de Electricidad
- Club Centenario
- Embajada de Argentina
- Embajada de Cuba
- Embajada de Francia
- Embajada de México
- Estación de servicio Copetrol
- Estación de servicio Enex
- Estación de servicio Petrobras
- Estación de servicio Puma Energy
- Paseo Carmelitas
- Residencia particular de Horacio Cartes
- Sanatorio Italiano
- Templo de la Iglesia de Jesucristo de los Santos de los Últimos Días

### Instituciones Educativas
- American School of Asunción
- Colegio Nacional "República de Chile"
- Colegio Nacional "Adela Speratti"
- Colegio de San José
- Centro Cultura Paraguayo-Americano
- Instituto Superior de Lenguas
- UniNorte
- Universidad Columbia
- Universidad del Pacífico
- Academia Diplomática y Consular Carlos Antonio López

## Infraestructura
La Avenida España está asfaltada en su totalidad. Su anchura varía de acuerdo a los barrios en los que pasa, teniendo una media de dos carriles por sentido. La Avenida Gral. Santos es de doble sentido en toda su extensión. 